# ترسا بنهام
تِـرسا بَـنهام (انگلیسی: Teresa Banham؛ زادهٔ ۱ ژانویهٔ ۱۹۶۴) بازیگر اهل بریتانیا است.
از فیلم‌ها یا مجموعه‌های تلویزیونی که وی در آن‌ها نقش داشته‌است، می‌توان به گردن کلفت‌ها، کلاه سرخ، پوآرو، رابین هود، دکتر هو و تاج اشاره نمود.